# Копцев, Константин Николаевич
Константин Николаевич Копцев (род. 18 ноября 1949, Москва, СССР) — советский тренер, главный тренер сборной СССР (1988—1991) и Объединённой команды (1992) по боксу. Заслуженный тренер СССР (1989). Заслуженный работник физической культуры РФ.

## Биография
Начал заниматься боксом в Московском суворовском военном училище. Получил звание мастер спорта СССР. С 1972 года на тренерской работе. Работал в «СКА» Московского военного округа и спортивном обществе «Буревестник». В 1981—1988 годах был главным тренером молодёжной сборной СССР, а в 1988—1992 годах национальной сборной СССР и Объединённой команды. Под его руководством сборная СССР становилась лучшей в командном зачёте на чемпионате мира 1989 и чемпионате Европы 1991.
С 1995 года Константин Копцев возглавляет межрегиональный объединённый комитет профсоюзов боксёров России. В настоящее время является также председателем тренерского совета Федерации бокса России и членом тренерской комиссии Международной ассоциации любительского бокса.